# 조경희
조경희(趙敬姬, 1918년 4월 6일 ~ 2005년 8월 5일)는 대한민국의 수필가이자 전직 기자 출신이며 전직 정치가이다.

## 생애
수필가로서 그녀는 1938년 <한글>에 '칙간단상', <조선일보>에 '영화론'을 발표해 등단하며 활동을 시작했다. 이후 한국예술인총연합과 한국여류문학인회 등 단체들의 장을 역임, 본인이 창립한 한국수필가협회에서 타계할 때까지 이사장을 맡아 왕성한 활동을 했다. 언론 활동에도 매진했는데, 1939년에는 <조선일보>의 학예부 기자, 1945년에는 <서울신문>의 기자가 되었고 1951년에는 <부산일보>의 문화부장을 역임, <한국일보>의 논설위원으로 정년퇴임했다. 여성지위 향상에 관련하여 정치활동에도 참여했고, 초대 예술의전당 이사장을 맡았다. 호는 월당(月堂)이다.

## 학력
- 이화여자전문학교 문과 학사

### 명예 박사 학위
- 서울여자대학교 문학 명예박사
- 청주대학교 문학 명예박사

## 경력
- 1939년 : 조선일보 학예부 기자
- 1945년 : 서울신문 기자
- 1951년 : 부산일보 문화부장
- 1959년 : 한국여기자클럽 회장
- 1963년 : 한국일보 부녀부장
- 1963년 : 한국일보 주간 한국부 부장, 한국일보 논설위원
- 1971년 : 한국수필가협회 이사장
- 1973년 : 한국예술인총연합 부회장
- 1978년 : 한국여류문학인회 회장
- 1984년 : 한국예술인총연합 회장
- 1986년 : 문예진흥후원협의회 부회장
- 1988년 : 제2정무장관
- 1989년 : 한국여성개발원 이사장
- 1989년 : 예술의전당 이사장

## 주요 작품
- <우화寓話> (1955년)
- <가깝고 먼 세계> (1963년)
- <음치音癡의 자장가> (1966년)
- <면역의 원리> (1978년)
- <골목은 나보다 늦게 깬다> (1986년)
- <낙엽의 침묵> (1994년)
- <조경희 수필집> (2005년)

## 수상
- 제 11회 한국문학상 (1982년)
- 서울시 문화상 (1982년)
- 대한민국문화예술상 (1987년)
- 청조근정훈장
- 은관문화훈장
- 프랑스문화훈장 (1992년)
- 대한민국예술원상